# Lambafjöll (bergskedja i Island, Austurland, lat 64,97, long -15,80)
Lambafjöll är en bergskedja i republiken Island. Den ligger i regionen Austurland, 300 km öster om huvudstaden Reykjavík.